# Gulszad Omarowa
Gulszad Diaskyzy Omarowa, kaz. Гүльшад Диасқызы Өмарова (ur. 8 października 1968 w Ałmaty) – kazachska reżyserka, scenarzystka i aktorka filmowa. W 2004 roku otrzymała nagrodę Alice Award na MFF w Kopenhadze w kategorii Najlepszy Kobiecy Reżyser za film Schizol.

## Filmografia[3][4]

### Reżyseria
- 2004: Schizol
- 2008: Szamanka
- 2010: Córka yakuzy
- 2016: Darkhan

### Scenariusz
- 2001: Córki mafii
- 2004: Schizol
- 2008: Szamanka
- 2010: Córka yakuzy

### Role aktorskie
- 1984: Sładki sok wnutri trawy (ros. Сладкий сок внутри травы)
- 1987: Neprofessionaly (ros. Непрофессионалы)
- 1990: Klesz (ros. Клещ)
- 1991: Mama Roza (ros. Мама Роза)
- 1992: Anamalie (ros. Аномалия)

### Produkcja
- 2016: Darkhan